# Шпірнов Роман Вікторович
Роман Вікторович Шпірнов (нар. 20 березня 1973, Прага, Чехословаччина) — український футболіст, що виступав на позиції захисника. Відомий завдяки грі у чернівецькій «Буковині». Після завершення активної кар'єри гравця став футбольним тренером.

## Біографія

### Клубна кар'єра
Грав на позиції захисника в командах «Лада» (Чернівці), «Буковина» (Чернівці), «Галичина» (Дрогобич), ФК «Славутич». У «Буковині» дебютував у 1992 році. За чернівецьку команду зіграв 237 матчів, у яких забив 14 голів. Захищав кольори буковинців у тому числі і в сезонах 1992/93 і 1993/94, коли цей клуб виступав у Вищій лізі.

### Тренерська кар'єра
З лютого 2011 року по серпень 2013 року працював адміністратором ФСК «Буковина». З вересня 2013 року — тренер «Буковини». 29 травня 2016 року призначений виконувачем обов'язків головного тренера чернівецької команди. 30 червня 2016 року новим головним тренером «Буковини» став Сергій Шищенко, а Роман Вікторович увійшов у його тренерський штаб. А після відставки Сергія Юрійовича до призначення нового наставника, Роман Шпірнов займався підготовкою команди до весняної частини чемпіонату. У новому тренерському штабі займав попередню посаду, також паралельно виконував функції і адміністратора команди.

## Досягнення
- Переможець Другої ліги України (1): 1999/00